# نقاش کوچولو
نقاش کوچولو انیمیشنی ایرانی به کارگردانی و تهیه‌کنندگی بابک نظری است. این انیمیشن به سفارش مرکز پویانمایی صبا ساخته شد. این انیمیشن اولین بار در سال ۱۳۹۲ از شبکه پویا پخش شد اما در سال‌های بعد هم فصل‌های جدیدی از این انیمیشن ساخته و از تلویزیون صدا و سیمای جمهوری اسلامی ایران پخش شد؛ به گونه‌ای که اکنون نقاش کوچولو به ۶ فصل رسیده است. بابک نظری که تاکنون آثاری همچون قصه‌های ریرا، هالاباما، شکرستان و گولوبولا را در کارنامه هنری خود ثبت کرده طی مصاحبه‌ای بیان کرد: با استناد به نظرسنجی‌های صورت گرفته پیرامون این کارتون و همچنین درصد بالای استقبال مخاطب از نقاش کوچولو می‌توان مدعی شد این پویانمایی تاکنون توانسته محبوبیت بسیاری کسب کند و در زمره آثار ماندگار برای گروه سنی کودک و خردسال طبقه‌بندی شود.
در سال ۱۴۰۱ یک تفاهم‌نامه بین استودیوی سازنده و انتشارات سروش امضا شد. طبق این تفاهم‌نامه قرار شد با همکاری این دو شرکت کتاب نقاش کوچولو هم منتشر شود. در حال حاضر ۳ مجموعه کوچولوهای کنجکاو، نقاش کوچولو و مثل‌نامه برای تدوین کتاب در دستور کار انتشارات سروش قرار گرفته است. همچنین بر اساس درخواست مدیرعامل انتشارات سروش مبنی برهم‌زمانی نگارش کتاب با ساخت برنامه، دو مجموعه فیل کوچولو و چی شد که این رنگی شدم برای برنامه‌ریزی پیشنهاد شد.
این انیمیشن به همراه چهار انیمیشن دیگر از آثار همین استودیو به مسابقه بین‌المللی فیلم شهر راه یافت.

## داستان
پویانمایی «نقاش کوچولو» درباره پسر کوچکی است که هر روز به جنگلی که خودش نقاشی کرده می رود. این جنگل پر از حیوانات دوست داشتنی است. آن‌ها در جنگل بازی می‌کنند و نقاش کوچولو هم برایشان نقاشی های جدید می‌کشد. این انیمیشن که بر اساس نقاشی‌های خردسالان طراحی شده، سعی داشته تا قوه تخیل، خلاقیت و نوآوری کودکان را شکوفا کند و آن‌ها را تشویق کند تا از خلاقیت خود بیشتر بهره بگیرند.